# Сухаржипа, Леош
Леош Сухаржипа (чеш. Leoš Suchařípa; 15 февраля 1932 Вансдорф — 14 июня 2005 Прага) — чешский актер театра и кино, театральный теоретик, художественный руководитель и переводчик.

## Биография
Леош Сухаржипа родился 15 февраля 1932 года в городе Вансдорф в семье еврейского коммивояжера, погибшего в концентрационном лагере Матхаузен. Будучи студентом гимназии, Леош Сухаржипа выступал в «Театральном коллективе молодежи» (чеш. Divadelní kolektiv mladých). После окончания гимназии он поступил на Театральный факультет Академии исполнительских искусств в Праге (DAMU). Проучившись там один год, Сухаржипа переехал в Москву, где поступил на театроведческий факультет ГИТИСа, который окончил в 1957 году. Затем он вернулся в Прагу, где работал редактором, позже главным редактором «Театральной газеты» (чеш. Divadelní noviny). В Карловом университете Сухаржипа занимал должность младшего преподавателя. В последующие годы Сухаржипа работал актером и художественным руководителем в нескольких чешских театрах. В кино он был занят в основном во второстепенных и эпизодических ролях. Помимо актерской и теоретической деятельности он занимался переводами произведений русских драматургов. Интерес Сухаржипы к русской драме возник во время его учебы в Москве.
Сухаржипа был дважды женат. Со своей первой женой Татьяной он познакомился в Москве, и в 1956 г. у них родился сын Павел. Его второй женой стала стажерка из «Театральной газеты» Гелена Гунькова. В 1962 году у них родилась дочь Луцие и в 1965 году — сын Давид, известный чешский актер театра и кино.
Леош Сухаржипа скончался 14 июня 2005 года.

## Театральная работа
С 1968 по 1973 годы являлся художественным руководителем и актером театра «Драматический клуб» (чеш. Činoherní klub) в Праге. Во время нормализации ему было запрещено работать художественным руководителем, и поэтому он воспользовался предложением Ивана Раймонта, и в 1975 году присоединился к труппе театра «Драматический клуб» в городе Усти-над-Лабем. Здесь был занят в спектаклях «Жак-фаталист и его хозяин», «Женитьба», «Три сестры», «Троил и Крессида» и других. С 1987 по 1992 годы Сухаржипа служил в «Реалистическом театре» в Праге (сегодняшний Швандов театр), а затем присоединился к труппе Теaтра «На перилах» (чеш. Divadlo Na zábradlí), входящий в состав так называемых театров малых форм. Широкую известность ему принесли роли в пьесах «Дон Хуан», «Дядя Ваня», «Чайка» или «Искушение». В 2001 году Сухаржипа вместе со своим сыном Давидом сыграли роли Владимира и Эстрагона в спектакле «В ожидании Годо» на сцене театра «Драматический клуб».
В последний раз Сухаржипа выступал в роли Андрея Прозорова в одноактной пьесе ирландского драматурга Брайана Фрила «После занавеса» (Afterplay) на сцене театра «На перилах».

## Работа в кино
Первую роль в кино Сухаржипа сыграл в 1963 году в фильме «Приятная прогулка» (Spanilá jízda). В 1960-х годах он исполнил несколько небольших ролей интеллектуалов и журналистов, напр., в фильмах «Возвращение блудного сына» (Návrat ztraceného syna, 1966), «Пять девушек на шее» (Pět holek na krku, 1967), «Дело для начинающего палача» (Případ pro začínajícího kata, 1969), «Жаворонки на нитке» (Skřivánci na niti, 1969).
Первая большая и главная роль в кино — тщеславный селадон Карел в сатирической комедии «Слишком поздний послеполуденный отдых Фавна» (Faunovo velmi pozdní odpoledne), снятой режиссером Верой Хитиловой в 1983 году. За данную роль Сухаржипа был награжден премией «Лучший актер» на кинофестивале в Сан-Ремо в 1984 г.
В последний раз Сухаржипа появился на экране в 2000 году в фильме «Дорога из города» (Cesta z města), в котором он исполнил роль пчеловода.

## Избранная фильмография
| Год  | Русское название                            | Оригинальное название            | Роль                              |
| 1963 | Приятная прогулка                           | Spanilá jízda                    | дворянин                          |
| 1966 | Возвращение блудного сына                   | Návrat ztraceného syna           | директор                          |
| 1967 | Пять девушек на шее                         | Pět holek na krku                | отец Наташи                       |
| 1968 | Мужчина в бегах                             | Muž na útěku                     | писатель                          |
| 1969 | Дело для начинающего палача                 | Případ pro začínajícího kata     | господин Тадеаш                   |
| 1969 | Жаворонки на нитке                          | Skřivánci na niti                | бывший прокурор                   |
| 1974 | Приключения с Бласиусом                     | Dobrodružství s Blasiem          | робот Бласиус                     |
| 1983 | Залп Ноева ковчега                          | Die Schüsse der Arche Noah (ГДР) | старик                            |
| 1983 | Яра Цимрман лежащий, спящий                 | Jára Cimrman ležící, spící       | французский инженер Гюстав Эйфель |
| 1983 | Слишком поздний послеполуденный отдых Фавна | Faunovo velmi pozdní odpoledne   | Карел Фавн                        |
| 1984 | Как поэт утратил иллюзии                    | Jak básníci přicházejí o iluze   | профессор анатомии Солферин       |
| 1884 | Продавец юмора                              | Prodavač humoru                  | председатель комиссии Фабиан      |
| 1987 | Хомяк в ночной рубашке                      | Křeček v noční košili            | член совета земской школы         |
| 1990 | Больной белый слон                          | Nemocný bílý slon                | архитектор Кемр                   |
| 1992 | Наследство, или Блин, ребята, гутентаг      | Dědictví aneb kurvahošigutntag   | адвокат Широкий                   |
| 1999 | Эне бене                                    | Ene Bene                         | доктор наук Ян Зах                |
| 2000 | Дорога из города                            | Cesta z města                    | пчеловод                          |

## Избранные переводы
- А. П. Чехов — Сухаржипа перевел на чешский язык все его пьесы, в том числе произведения «Чайка», «Три сестры», «Дядя Ваня», «Вишневый сад», «Иванов»
- А. Н. Островский, Н. Я. Соловьев — «Счастливый день»
- В. Ерофеев — «Москва — Петушки»
- Н. В. Гогол — «Женитьба», «Игроки»
- М. Горький — «Мещане»